# العرب (الجيش العباسي)
العرب في الجيش العبَّاسي أو المقاتلة العرب أو الفرقة العربيَّة، هو تشكيل عسكري نظامي في جيش الخلافة العبَّاسيَّة، تشكَّل من اليمانيَّة والمضريَّة والرُّبيعيَّة. ظهرت أهميتهم منذ الثَّورة العبَّاسيَّة، ليشكل الفوج العربي ركنًا أساسيًا في العصر العبَّاسي الأول.

## لمحة
انخرط العديد من العرب في الجيش العبَّاسي وسجلت أسماؤهم في ديوان الجند والمتطوعة منذ الثَّورة العبَّاسيَّة والتي أطاحت بالخلافة الأمويَّة في سنة 132 هـ / 750 م. شكلت القبائل العربيَّة وخاصةً من مضر و كهلان و ربيعة و حمير و عرب خراسان أغلبية الجيش العبَّاسي، وقد أكد أهميتهم ثاني خُلفاء بني العبَّاس، أبو جعفر المنصور قائلًا: «فيحق لنا أن نعرف لهم حق نصرهم لنا، وقيامهم بدعوتنا، ونهوضهم بدولتنا».
على الرُّغم من أهمية العنصر العربي في تكوين الجيش، فقد حرصت الخلافة العبَّاسيَّة على أن لا تقع في نفس الخطأ الذي وقعت فيه الخلافة الأمويَّة من قبل لتكوين جيش نظامي مرتبط بالدولة، وكان ذلك من أهم نقاط ضعفها، فسارع العبَّاسيُّون بتسجيل المقاتلة من العرب من أهل خراسان في الديوان حسب قراهم ومدنهم وأقاليمهم التي عاشوا فيها، لا بحسب قبائلهم وأنسابهم. وكان عرب خُراسان هم أول نواة الجيش.
حافظ العبَّاسيُّون على إبقاء أهل خراسان ومعظمهم من العرب في وحدة عسكرية مرتبطة بدولتهم، كما نظموا تشكيلات عسكريَّة من ضمن الفوج العربي، مثل اليمانيَّة والمضريَّة والربيعيَّة، وتشير الباحثة علياء الجبيلي حول عربيَّة الجيش في بداية الدولة قائلة: «وهذا يشير إلى أن الجيش العبَّاسي في بداية أمره كان إلى حد كبير جيشًا عربيًا بقيادة عربيَّة».

### فهرس المنشورات
1. 1 2  الجبيلي (2015)، ص. 1318.
2. ↑  الجبيلي (2015)، ص. 1319.
3. ↑  الجبيلي (2015)، ص. 1317-1320.
4. ↑  الجبيلي (2015)، ص. 1317.

### معلومات المنشورات كاملة
مقالات محكمة
- علياء الجبيلي (2015). "عناصر الجيش العباسي وآثارها السياسية على الخلافة العباسية من 749 حتى 836 م". مجلة كلية الآداب في جامعة بنها. بنها. ج. 2 ع. 40: 1305–1351. DOI:10.21608/JFAB.2015.49911. ISSN:1687-2525. OCLC:8299664511. QID:Q124454831.